# 西藏三毛草
西藏三毛草（学名：Trisetum tibeticum）为禾本科三毛草属下的一个种。其种加词“tibeticum”意为“西藏的”。